# Charles Dow
Charles Henry Dow (ur. 6 listopada 1851 w Sterling w Connecticut, zm. 4 grudnia 1902 w Nowym Jorku) – amerykański dziennikarz i publicysta, współzałożyciel firmy Dow Jones & Company oraz czasopisma „The Wall Street Journal”. Był współtwórcą indeksu giełdowego Dow Jones Industrial Average oraz autorem koncepcji będącej podstawą analizy technicznej nazwanej teorią Dowa.

## Życiorys
Urodził się 6 listopada 1851 w Sterling w stanie Connecticut w Stanach Zjednoczonych jako syn Charlesa Dow i Harriet Allen Dow. Po śmierci ojca w 1857 pomagał matce przy pracy na farmie.
W 1869 rozpoczął pracę dla Samuela Bowlesa w czasopiśmie „Springfield Republican”. Dzięki doświadczeniu zdobytemu przy „Springfield Republican” po pięciu latach został redaktorem w „Providence Star”, a w 1877 przeniósł się do „Providence Journal”.
W 1879 porzucił pracę w „Providence Journal”, żeby przenieść się do Nowego Jorku, gdzie znalazł pracę jako korespondent giełdowy na Wall Street.
9 kwietnia 1881 Dow poślubił Lucy Martin Russel, mieszkali wraz z córką z poprzedniego małżeństwa Lucy w mieszkaniu na Manhattanie.
W 1882 Charles Dow, Edward Jones i Charles Bergstresser założyli firmę Dow Jones & Company, firma początkowo zajmowała się publikacją dwustronicowej broszury z wiadomościami finansowymi dla inwestorów giełdowych. 3 lipca 1884 Dow opracował pierwszą listę średnich rynkowych obejmującą ceny zamknięcia jedenastu firm (dziewięciu kolejowych i dwóch przemysłowych), indeks, którego założycielem był między innymi Dow został opublikowany pod nazwą Dow Jones Industrial Average w 1896.
W 1889 po sukcesie związanym z broszurą informacyjną firma Dow Jones & Company rozpoczęła wydawanie gazety „The Wall Street Journal”, której pierwszy numer ukazał się w poniedziałek 8 lipca 1889. To właśnie na łamach „The Wall Street Journal” Dow przedstawił swoją koncepcję dotyczącą analizy rynku, która później została nazwana teorią Dowa.
Na początku XX wieku Dow zaczął podupadać na zdrowiu, 7 marca 1902 zrezygnował z funkcji prezesa i dyrektora Dow Jones & Company, zmarł 4 grudnia 1902 na Brooklynie w Nowym Jorku.